# Alinza cumana
Alinza cumana là một loài bướm đêm trong họ Erebidae.